# Combined Counties Football League
La Combined Counties League 
è una lega calcistica inglese a valenza regionale costituita da squadre provenienti da Berkshire, Greater London, Hampshire, Kent e Surrey. Come la Southern Counties East Football League, anch'essa si posiziona, nel suo gradino più alto, al
nono livello della piramide del calcio inglese.

## Storia
Le radici storiche di questa lega risalgono al 1978, quando la Surrey Senior League cercò di allargarsi tramite la partecipazione di squadre esterne a quella contea. Nacque così la Home Counties League, poi rinominata nei termini odierni nel 1979.
Eccezionalmente, nella stagione 1981-82, a causa del gran numero di squadre iscritte la lega venne divisa in due gironi che videro le squadre vincenti affrontarsi in doppia gara per la conquista del titolo.
Tecnicamente i vincitori della lega accedono al quarto gradino della  Isthmian League o della Southern League, ma ciò avviene di rado perché la maggior parte dei club non dispone di campi da gioco omologati per presenziare in categorie superiori.
Dal punto di vista del trattamento economico, i giocatori delle squadre che militano in questa lega non percepiscono un vero e proprio stipendio, ma un rimborso spese.
La lega ha conosciuto una certa notorietà nel 2002, quando accettò di buon grado l'iscrizione dell'AFC Wimbledon.

## Squadre stagione 2023-2024
Premier Division North
| Partecipanti            |
| ----------------------- |
| Ardley Utd              |
| Bedfont Sports          |
| Broadfields Utd         |
| Burnham                 |
| Chalfont St Peter       |
| Edgware & Kingsbury     |
| Egham Town              |
| Flackwell Heath         |
| Harefield Utd           |
| Hilltop                 |
| Holyport                |
| Milton Utd              |
| North Greenford Utd     |
| Rayners Lane            |
| Reading City            |
| Risborough Rangers      |
| Virginia Water          |
| Wallingford & Crowmarsh |
| Wembley                 |
| Wokingham & Emmbrook    |

Premier Division South
| Partecipanti          |
| --------------------- |
| Abbey Rangers         |
| AFC Croydon Athletic  |
| Alton                 |
| Balham                |
| Camberley Town        |
| Cobham                |
| Colliers Wood Utd     |
| Epsom & Ewell         |
| Farnham Town          |
| Fleet Town            |
| Guildford City        |
| Horley Town           |
| Jersey Bulls          |
| Knaphill              |
| Redhill               |
| Sandhurst Town        |
| Sheerwater            |
| Spelthorne Sports     |
| Tadley Calleva        |
| Tooting & Mitcham Utd |

Division One
| Partecipanti          |
| --------------------- |
| Amersham Town         |
| Bagshot               |
| Bedfont               |
| Berks County          |
| British Airways       |
| Brook House           |
| Eversley & California |
| Deportivo Galicia     |
| Hillingdon Borough    |
| Holmer Green          |
| Langley               |
| London Colney         |
| London Samurai Rovers |
| Molesey               |
| Oxhey Jets            |
| Penn & Tylers Green   |
| RB Kensington         |
| Spartans Youth        |
| Westside              |
| Windsor               |
| Woodley Utd           |
| Yateley Utd           |

## Albo d'oro
Nella stagione 1978-1979, la lega venne denominata Home Counties League.
| Stagione  | Combined Counties League      |
| --------- | ----------------------------- |
| 1978-1979 | British Aerospace (Weybridge) |
| 1979-1980 | Guildford & Worplesdon        |
| 1980-1981 | Malden Town                   |

Nella stagione 1981-1982, la lega viene divisa in due gironi.
| Stagione  | Western Division | Eastern Division |
| --------- | ---------------- | ---------------- |
| 1981-1982 | Ash Utd          | Malden Town      |

Dalla stagione 1982-1983, la lega viene riunificata.
| Stagione  | Combined Counties League      |
| --------- | ----------------------------- |
| 1982-1983 | Hartley Wintney               |
| 1983-1984 | Godalming Town                |
| 1984-1985 | Malden Vale                   |
| 1985-1986 | British Aerospace (Weybridge) |
| 1986-1987 | Ash Utd                       |
| 1987-1988 | British Aerospace (Weybridge) |
| 1988-1989 | British Aerospace (Weybridge) |
| 1989-1990 | Chipstead                     |
| 1990-1991 | Farnham Town                  |
| 1991-1992 | Farnham Town                  |
| 1992-1993 | Peppard                       |
| 1993-1994 | Peppard                       |
| 1994-1995 | Ashford Town (Middlesex)      |
| 1995-1996 | Ashford Town (Middlesex)      |
| 1996-1997 | Ashford Town (Middlesex)      |
| 1997-1998 | Ashford Town (Middlesex)      |
| 1998-1999 | Ash Utd                       |
| 1999-2000 | Ashford Town (Middlesex)      |
| 2000-2001 | Cove                          |
| 2001-2002 | AFC Wallingford               |
| 2002-2003 | Withdean 2000                 |

Nella stagione 2003-2004, viene fondata la Division One.
| Stagione  | Premier Division    | Division One      |
| --------- | ------------------- | ----------------- |
| 2003-2004 | AFC Wimbledon       | AFC Guildford     |
| 2004-2005 | Walton Casuals      | Coney Hall        |
| 2005-2006 | Godalming Town      | Warlingham        |
| 2006-2007 | Chipstead           | Farnham Town      |
| 2007-2008 | Merstham            | Staines Lammas    |
| 2008-2009 | Bedfont Green       | Staines Lammas    |
| 2009-2010 | North Greenford Utd | Mole Valley SCR   |
| 2010-2011 | Guildford City      | Worcester Park    |
| 2011-2012 | Guildford City      | Guernsey          |
| 2012-2013 | Egham Town          | Frimley Green     |
| 2013-2014 | South Park          | Spelthorne Sports |
| 2014-2015 | Molesey             | Farleigh Rovers   |
| 2015-2016 | Hartley Wintney     | CB Hounslow Utd   |
| 2016-2017 | Hartley Wintney     | Banstead Athletic |
| 2017-2018 | Westfield           | Worcester Park    |
| 2018-2019 | Chertsey Town       | Sheerwater        |
| 2019-2020 | Nessun vincitore    | Nessun vincitore  |
| 2020-2021 | Nessun vincitore    | Nessun vincitore  |

Dalla stagione 2021-2022, la Premier Division viene suddivisa in due divisioni differenti.
| Stagione  | Premier Division North | Premier Division South | Division One   |
| --------- | ---------------------- | ---------------------- | -------------- |
| 2021-2022 | Hanworth Villa         | Beckenham Town         | London Lions   |
| 2022-2023 | Ascot Utd              | Raynes Park Vale       | Sandhurst Town |